# Nicolau Constantinovich da Rússia
Nicolau Constantinovich da Rússia (14 de fevereiro de 1850 - 26 de janeiro de 1918) foi o filho mais velho do grão-duque Constantino Nikolaevich da Rússia e da grã-duquesa Alexandra Iosifovna. Era neto do czar Nicolau I da Rússia.

## Primeiros anos
Nascido em São Petersburgo, em meados do século XIX, na família Romanov, Nicolau teve uma infância muito privilegiada. A grande maioria das crianças reais eram educadas por amas e criados, por isso quando o grão-duque chegou à idade adulta, estava habituado a uma vida muito independente, tendo-se tornado um oficial militar de mérito e um mulherengo incorrigível. Tinha um caso amoroso com uma conhecida senhora americana chamada Fanny Lear. Este caso amoroso levou-o a trair a sua família, uma vez que, com a ajuda da amante, Nicolau roubou três diamantes valiosos de um ícone que pertencia à sua mãe. Foi declarado louco e banido para as profundezas do Império Russo, sem nunca mais voltar a casa.

## Últimos anos
Nicolau viveu durante muitos anos sob constante vigilância na zona à volta de Tashkent, no sudeste da Rússia, e contribuiu muito para o desenvolvimento da cidade usando a sua fortuna pessoal. Em 1890, ordenou a construção do seu próprio palácio em Tashkent para viver e para mostrar a sua grande e valiosa colecção de obras de arte. O palácio e a colecção são actualmente o Museu de Artes Estatal do Uzbequistão. Também é conhecido em Tashkent por ser um engenheiro e irrigador competente, tendo construído dois grandes canais, o Bukhar-aryk (que foi mal alinhado e pouco depois foi assoreado) e o Khiva-Aryk que durou muito mais tempo e acabaria por ser alargado mais tarde, tornando-se o Canal do Imperador Nicolau I, irrigando 12 000 hectares, Predefinição:33000 (134 km²) de terra no "Estepe da Fome" entre Djizak e Tashkent. A maior parte desta região seria depois ocupada por camponeses eslavos.
Nicolau teve vários filhos de várias mulheres e uma das suas netas, Natalya Androssov Iskander Romanov, morreu em Moscovo em 1999.

## Morte
Nicolau morreu de pneumonia a 26 de janeiro de 1918 e foi enterrado na Catedral de São Jorge em Tashkent (que seria mais tarde demolida por ordem do regime soviético) e, apesar de a revolução ter já começado, teve direito a um funeral de estado, uma vez que era muito admirado pela população local.

## Família
Nicolau casou-se com Nadezhda Alexandrovna von Dreyer, filha de um chefe-de-polícia de Orenburgo chamado Alexander Gustavovich Dreyer e de Sophia Ivanovna Opanovskaya, em 1882. Teve dois filhos deste casamento:
- Artemi Nikolaevich Romanovsky-Iskander (1883-1919, morto durante a Guerra Civil Russa;
- Alexander Nikolaevich Romanovsky-Iskander (15 de novembro de 1889 - 8 de outubro de 1935), casado com Olga Iosifovna Rogovskaya de quem teve dois filhos. O casal acabaria por se divorciar e Alexander voltou a casar-se, desta vez com Natalya Khanykova de quem não teve filhos.

Entre os seus filhos ilegítimos encontravam-se:
Com Alexandra Abasa:
- Olga Nikolaevna Wolinskaya (Maio de 1877 – 1910)
- Nicolau Nikolaevich Wolinsky (11 de dezembro de 1878 – 30 de dezembro de 1913)

Com amantes desconhecidas:
- Stanislav (d. 1919)
- Nicolau (d. 1922)
- Daria (d. 1966)
- Tatiana (died ?)

## Genealogia
| Nicolau Constantinovich da Rússia | Pai: Constantino Nikolaevich da Rússia | Avô paterno: Nicolau I da Rússia            | Bisavô paterno: Paulo I da Rússia                        |
| Nicolau Constantinovich da Rússia | Pai: Constantino Nikolaevich da Rússia | Avô paterno: Nicolau I da Rússia            | Bisavó paterna: Maria Feodorovna da Rússia               |
| Nicolau Constantinovich da Rússia | Pai: Constantino Nikolaevich da Rússia | Avó paterna: Alexandra Feodorovna da Rússia | Bisavô paterno: Frederico Guilherme III da Prússia       |
| Nicolau Constantinovich da Rússia | Pai: Constantino Nikolaevich da Rússia | Avó paterna: Alexandra Feodorovna da Rússia | Bisavó paterna: Luísa de Mecklemburgo-Strelitz           |
| Nicolau Constantinovich da Rússia | Mãe: Alexandra Iosifovna               | Avô materno: José de Saxe-Altemburgo        | Bisavô materno: Frederico de Saxe-Altemburgo             |
| Nicolau Constantinovich da Rússia | Mãe: Alexandra Iosifovna               | Avô materno: José de Saxe-Altemburgo        | Bisavó materna: Carlota Jorgina de Mecklemburgo-Strelitz |
| Nicolau Constantinovich da Rússia | Mãe: Alexandra Iosifovna               | Avó materna: Amélia de Württemberg          | Bisavô materno: Luís de Württemberg                      |
| Nicolau Constantinovich da Rússia | Mãe: Alexandra Iosifovna               | Avó materna: Amélia de Württemberg          | Bisavó materna: Henriqueta de Nassau-Weilburg            |